# Ōshima Yoshimasa

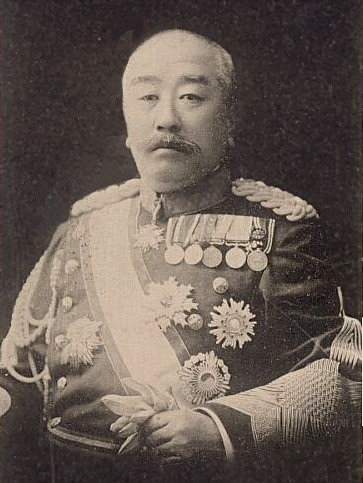
General Ōshima Yoshimasa, etwa 1914.

Ōshima Yoshimasa (jap. 大島 義昌; * 20. September 1850 in der Präfektur Yamaguchi, Japan; † 10. April 1926, Japanisches Kaiserreich) war ein General des Kaiserlich Japanischen Heeres und erster Gouverneur des Pachtgebiets Kwantung. 

## Leben
Ōshima wurde im Chōshū-Lehen, der heutigen Präfektur Yamaguchi, geboren. Während der Satsuma-Rebellion 1877 diente Ōshima als Bataillonskommandeur im Kaiserlich Japanischen Heer.
Während des Ersten Chinesisch-Japanischen Krieges führte er die 9. Gemischte Brigade ins Gefecht, bevor offiziell die Kampfhandlungen begonnen hatten. Er nahm mit dieser erfolgreich an der Schlacht von Seonghwan teil, woraufhin Ōshima 1898 zum Generalleutnant befördert wurde. Für seine Verdienste wurde er in der Folge nach dem japanischen Adelssystem des Kazoku zum Danshaku ernannt.
Im Russisch-Japanischen Krieg kommandierte er die 3. Division der 2. Armee unter General Oku Yasukata. Mit der 3. Division nahm er an den Schlachten von Liaoyang, Shaho und Mukden teil. Zu Ende des Krieges folgte die Beförderung zum General und die Ernennung zum ersten Gouverneur des durch den Krieg gewonnenen Pachtgebiets Kwantung. Er war maßgeblich an der Bildung der Kwantung-Armee beteiligt. Anschließend diente er als militärischer Berater, bevor im August 1915 aus der Armee ausschied. Er starb am 10. April 1926.

## Nachkommen (Auswahl)
- Tochter Ōshima Hideko (jap. 大島 秀子); Ehefrau des Diplomaten und japanischen Botschafters in Berlin von 1926 bis 1930 Nagaoka Harukazu
- Urenkel Abe Shintarō (jap. 安倍 晋太郎); von 1982 bis 1986 Außenminister
- Ururenkel Abe Shinzō (jap. 安倍 晋三); von 2006 bis 2007 und von 2012 bis 2020 Premierminister

## Auszeichnungen
- Orden der Aufgehenden Sonne mit dem Großkreuz des Paulownien-Ordens, 1. Klasse, 1912